# Solanum morelliforme
Solanum morelliforme là loài thực vật có hoa trong họ Cà. Loài này được Bitter & Münch miêu tả khoa học đầu tiên năm 1913.